# Hylaeus nigricans
Hylaeus nigricans är en biart som först beskrevs av Heinrich Friese 1913.  Hylaeus nigricans ingår i släktet citronbin, och familjen korttungebin. Inga underarter finns listade i Catalogue of Life.